# Straßburg (Karintia)
Straßburg osztrák város Karintia Sankt Veit an der Glan-i járásában. 2016 januárjában 2133 lakosa volt.

## Elhelyezkedése

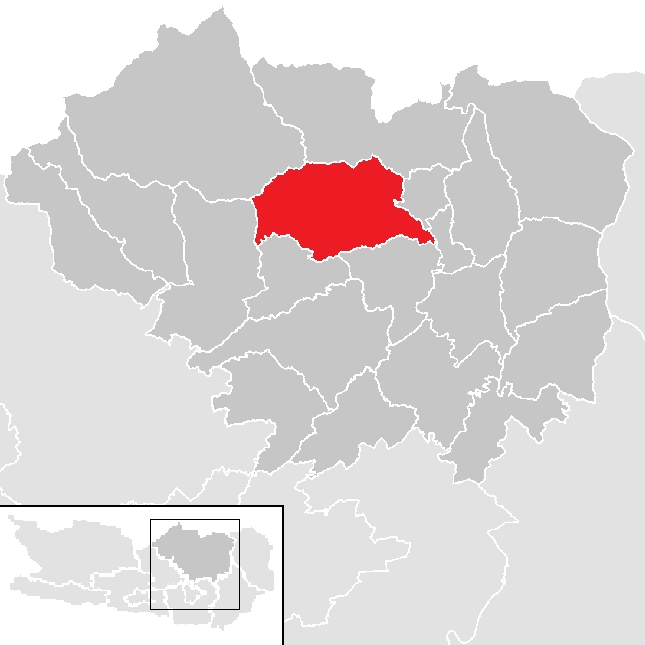
Straßburg a Sankt Veit-i járásban

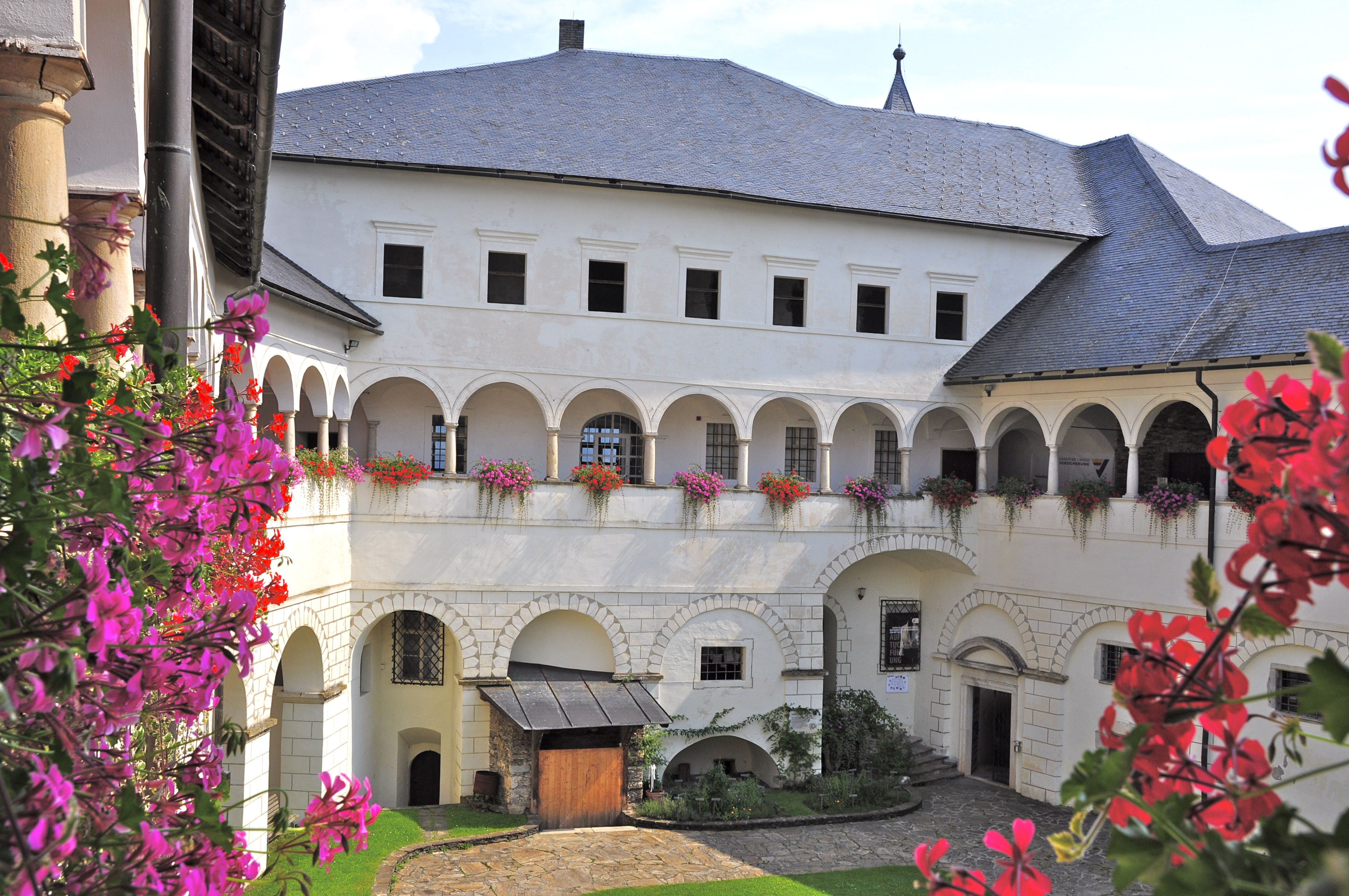
A püspöki rezidencia udvara

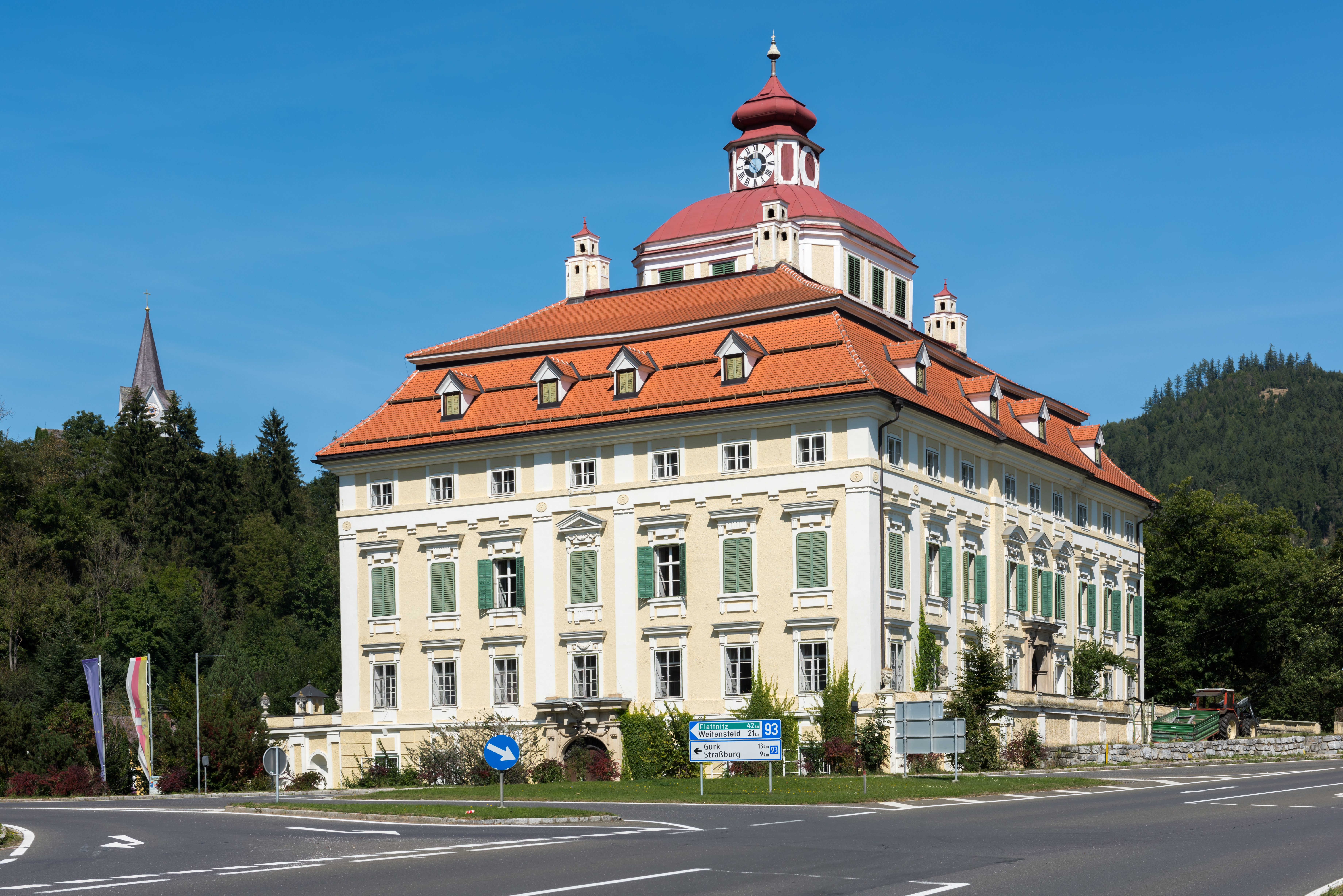
A pöcksteini kastély

Straßburg Karintia északi részén fekszik, a Gurk folyó (a Dráva mellékfolyója) völgyében, a Gurktali-Alpoknál. A városi tanács három katasztrális községben (St. Georgen, Straßburg-Land, Straßburg-Stadt) 50 falut és egyéb települést fog össze, amelyek lakossága 1251 (Straßburg-Stadt) és 0 (Buldorf) között változik.
A környező települések: északra Friesach, keletre Micheldorf, délkeletre Althofen, délre Mölbling és Gurk, nyugatra Weitensfeld im Gurktal, északnyugatra Metnitz.

## Története
Straßburg első említése 864-ből származik, amikor Német Lajos a salzburgi érseknek adományozta. A várat 1147-ben építtette a negyedik gurki püspök, I. Roman. A 15. században várkastéllyá bővítették és egészen a 18. századig a gurki püspökök rezidenciájaként szolgált. A településre már 1229-ben vásárjoggal bíró mezővárosként, 1382-ben pedig városként hivatkoznak. A városjogot hivatalosan Konrad von Helfenberg püspök adományozta neki 1402-ben.
Egy 1767-es földrengés után a püspöki rezidenciát a pöcksteini kastélyba helyezték át, 1787-ben pedig a püspök végleg Klagenfurtba költözött. A város így elveszítette korábbi jelentőségét. Az egyházmegyei hivatalok 1858-ig Straßburgban maradtak.
Az önkormányzat 1850-ben jött létre és egy 1924-es kisebb módosítástól eltekintve területe azóta nem változott.
A vasút (a déli fővonalhoz kapcsolódó Gurktalbahn) 1898-ban érte el a települést. A szárnyvonalat 1972-ben felszámolták. 

## Lakosság
A straßburgi önkormányzat területén 2016 januárjában 2133 fő élt, ami jelentős csökkenés a 2001-es 2335 lakoshoz képest. Akkor a helybeliek 95%-a volt osztrák, 1,3% pedig boszniai állampolgár. 90,8%-uk katolikusnak, 1% evangélikusnak, 2,2% mohamedánnak, 3,3% pedig felekezeten kívülinek vallotta magát.

## Látnivalók
- a straßburgi várkastély, a volt püspöki rezidencia
- a pöcksteini kastély
- a straßburgi Szt. Miklós-plébániatemplom
- a liedingi Szt. Margit-templom
- a volt városfal
- Sankt Jakob temploma
- a straßburgi Szentlélek-kápolna

## Testvértelepülések
- Strasburg, Németország
- Treppo Grande, Olaszország

## Fordítás
- Ez a szócikk részben vagy egészben  a   Straßburg (Kärnten) című német Wikipédia-szócikk ezen változatának fordításán alapul.  Az eredeti cikk szerkesztőit annak laptörténete sorolja fel. Ez a jelzés csupán a megfogalmazás eredetét és a szerzői jogokat jelzi, nem szolgál a cikkben szereplő információk forrásmegjelöléseként.